# Paul Gilbert (Philosoph)
Paul Gilbert SJ (* 23. März 1945 in Charleroi) ist ein belgischer Philosoph.

## Leben
Paul Gilbert wurde 1976 zum Priester geweiht. Bis zu seiner Emeritierung war er ordentlicher Professor für Metaphysik an der Pontificia Università Gregoriana. 1979 graduierte er an derselben Universität in Dogmatik und 1983 erwarb er die Promotion in Philosophie an der Universität Löwen. Er ist Professor an der Universidad Iberoamericana und am Institut Catholique de Paris sowie Schriftleiter der Zeitschrift Gregorianum. 
Seine Hauptforschungs- und Interessengebiete sind das ethische Wesen der Metaphysik, die Philosophie des Mittelalters, zumal Anselm von Canterbury, die rationalisierende Philosophie im französischsprachigen Raum und die Transzendentalphilosophie.

## Schriften (Auswahl)
- Dire l’ineffable. Lecture du Monologion de S. Anselme. Paris 1984, ISBN 2-249-61131-9.
- Le Proslogion de S. Anselme. Silence de Dieu et joie de l’homme. Rom 1990, ISBN 88-7652-630-7.
- La simplicité du principe. Prolégomènes à la métaphysique. Namur 1994, ISBN 2-87299-040-2.
- Violence et compassion. Essai sur l’authenticité d’être. Paris 2009, ISBN 978-2-204-08862-6.
- Jésuites et philosophes. Des origines à nos jours. Éditions jésuites – Lessius, Paris 2020, ISBN 978-2-87299-382-6.